# Ручкина, Гульнара Флюровна
Гульна́ра Флю́ровна Ру́чкина (род. 31 августа 1971, Уфа) — российский юрист, учёный-правовед в области предпринимательского и финансового права, доктор юридических наук (2004), профессор. Декан юридического факультета Финансового университета при Правительстве Российской Федерации. Заслуженный юрист Российской Федерации (2021), почётный работник высшего профессионального образования Российской Федерации. Действительный член РАЕН, член Ассоциации юристов России. Лауреат высшей юридической премии «Юрист года» (2022) в номинации «Юридическое образование и воспитание».

## Биография
Родилась 31 августа 1971 года в городе Уфа Башкирской АССР.
В 1994 году окончила Башкирский государственный университет по специальности «Правоведение». В 1997 году защитила кандидатскую диссертацию на тему «Гражданская правосубъектность органов внутренних дел Российской Федерации: организационно-правовые аспекты». В 2004 году защитила докторскую диссертацию на тему «Финансово-правовое регулирование предпринимательской деятельности в Российской Федерации»
Является руководителем научной школы Финансового университета «Государственное регулирование экономической деятельности». Под научным руководством Ручкиной Гульнары Флюровны защитили диссертации на соискание ученой степени кандидата юридических наук 42 молодых ученых.
Руководитель и участник многочисленных научно-исследовательских работ (НИР), в том числе по заказу Правительства Российской Федерации, Государственной Думы Федерального Собрания Российской Федерации, Пенсионного фонда Российской Федерации и др.
Занимается общественной деятельностью, в частности:
- член Научно-консультативного совета при Арбитражном суде Московской округа;
- член Ассоциации юристов России;
- член Совета ФУМО по юридическому образованию вузов Российской Федерации;
- член и председатель ревизионной комиссии АЮРО;
- член Экспертного совета по вопросам развития профессиональных квалификаций, профориентации, трудоустройства выпускников и взаимодействия организаций высшего образования с работодателями Комитета Государственной Думы по науке и высшему образованию.

Более 10 лет являлась экспертом качества профессионального образования и участвовала в проверке ведущих вузов России в составе аккредитационной комиссии по экспертизе образовательных учреждений и научных организаций.
Является сертифицированным экспертом в сфере профессионального образования международного класса (регистрационный номер № 60/21).
С 2019 года Г. Ф. Ручкина является председателем диссертационного совета Финансового университета при Правительстве Российской Федерации Д 505.001.112 , которому предоставлено право самостоятельно присуждать учёные степени кандидата наук и учёные степени доктора наук согласно положениям пункта 3.1 статьи 4 Федерального закона от 23 августа 1996 г. № 127-ФЗ «О науке и государственной научно-технической политике».
Замужем. Двое детей: сын 1990 года рождения и дочь 2000 года рождения.
В 2021 году баллотировалась кандидатом в депутаты Государственной думы Федерального Собрания Российской Федерации восьмого созыва в составе федерального списка кандидатов, выдвинутого политической партией «Российская партия пенсионеров за социальную справедливость» (Партия пенсионеров).

## Профессиональная деятельность
Является соавтором новой концепции «Экономическое право», разработанной и изложенной совместно с Еленой Михайловной Ашмариной (доктор юридических наук, профессор) в монографиях, статьях, а также апробированной на многочисленных научных мероприятиях. Наиболее известные исследования Г. Ф. Ручкиной представлены в опубликованных работах ведущих рецензируемых профессиональных журналах, в том числе международных (Scopus и Web of Science). Концепция экономического права позволяет более широко воспринимать современную систему права, выделяя взаимосвязи между отраслями и подотраслями, а также формируя мега-отрасль «экономического права», которая регулирует все общественные отношения, складывающиеся в процессе реализации экономической деятельности государства, муниципальных образований, а также домохозяйств, бизнеса и других участников экономических процессов.
Активно занимается учебно-методической работой, за которую отмечена дипломами и наградами за активное издание научных трудов и вклад в развитие приоритетных направлений науки. В 2018 году на V юбилейной Всероссийской книжной премии «Золотой фонд» награждена:
- Дипломом в номинации «Открытие года» за издание «Инвестиционное право» под редакцией Г. Ф. Ручкиной;
- Дипломом победителя III Всероссийского конкурса на лучшую научную и учебную публикацию в номинации «Юридические науки» в 2018 году награждён авторский коллектив учебного пособия «Корпоративное право» под редакцией Г. Ф. Ручкиной.
- Дипломом издательств в номинации «Лидер публикационной активности»[4].

В 2022 году награждена дипломом общественной премии Вольного экономического общества России «Экономическая книга года — 2022» (соавтор монографии «Экосистема вузов: трансформация российской системы образования» под ред. д-ра экон. наук., проф. С. Е. Прокофьева).
Г. Ф. Ручкина является главным редактором и председателем редакционного совета журнала «Банковское право» (рекомендован ВАК России), а также членом редакционных коллегий и советов журналов, входящих в перечень рекомендованных ВАК России, таких как: «Финансы: теория и практика», «Банковское право», «Предпринимательское право», «Экономика. Налоги. Право», «Финансовое право», «Налоги», «Имущественные отношения в Российской Федерации», а также журнала «Административное и муниципальное право».
Согласно анализу проекта «Диссернет» Ручкина принимала участие в защитах диссертаций с масштабными недокументированными заимствованиями (в одном случае — в качестве научного руководителя, в другом — в качестве оппонента). Кроме того, заимствования были выявлены в одной из научных статей под её авторством.

## Награды и звания
За заслуги в развитии юридических наук, подготовке квалифицированных специалистов и многолетнюю добросовестную работу Ручкиной Гульнаре Флюровне присвоено почетное звание «Заслуженный юрист Российской Федерации». Награждена званием «Почётный работник высшего профессионального образования Российской Федерации» (Приказ Минобрнауки России от 14.09.2010 № 1021/к.н).
- Благодарность Правительства Российской Федерации (2019)
- Благодарность Председателя Совета Федерации Федерального Собрания Российской Федерации В. И. Матвиенко за многолетний добросовестный труд, большой вклад в развитие образования и подготовку высококвалифицированных специалистов (2021)
- Медаль Министерства науки и высшего образования Российской Федерации «За вклад в реализацию государственной политики в области образования» (2021)
- Медаль Федеральной антимонопольной службы «За защиту конкуренции» (2022)
- Благодарность руководителя Федеральной антимонопольной службы (2015)
- Благодарность Федерального казначейства (2015)
- Почетная грамота Федеральной налоговой службы России (2010)
- Медаль лауреата высшей юридической премии «Юрист года» (2022)
- Действительный член РАЕН
- Диплом действительного члена Академии естественных наук
- Почетная медаль Екатерины Дашковой
- Почетная медаль барона Александра Штиглица
- Ряд благодарностей и почетных грамот ректора Финансового университет при Правительстве Российской Федерации, победитель в номинации "Лауреат премии ректора" 2022 и 2024 гг..

Распоряжением Правительства Российской Федерации от 19 февраля 2019 года № 237-р Ручкиной Гульнаре Флюровне объявлена Благодарность Правительства Российской Федерации. Распоряжением Совета Федерации Федерального Собрания Российской Федерации от 21 июля 2021 года № 227рпк/л Ручкиной Гульнаре Флюровне объявлена Благодарность Председателя Совета Федерации Федерального Собрания Российской Федерации В. И. Матвиенко за многолетний добросовестный труд, большой вклад в развитие образования и подготовку высококвалифицированных специалистов. На основании Приказа Министерства науки и высшего образования Российской Федерации от 09 августа 2021 года № 658к/н Ручкина Гульнара Флюровна награждена медалью «За вклад в реализацию государственной политики в области образования».